# 産休補助教員
産休補助教員（さんきゅうほじょきょういん）とは、女性の教員が出産するにあたって、その産前6週間（多胎妊娠の場合は14週間）及び産後8週間に認められている出産休業（産前休業・産後休業）中に職務を補助・代行する教員をいう。産休代替教員（さんきゅうだいたいきょういん）ともいう。

## 概要
1955年（昭和30年）時点では、全国に19万人の婦人教員が存在していた。一般の産前産後の休暇は、労働基準法で13週間取れるようになっていたが、婦人教員は16週間取れるよう優遇されていた。しかし、産休を取れる教員はほとんどおらず出産間際まで働く者もおり、母体の保護や児童の教育上からも問題視されるようになった。このため文部省は、代替教員の確保を進めるとともに、国会では「女子教職員の出産に際しての補助教職員の確保に関する法律」（昭和30年8月5日法律第125号）を成立させた。同法は公立学校以外の学校についても、産休補助教職員の任用を努力規定として定めている（第5条）。
通例、出産した女性教職員はそのまま育児休暇を取得することが多いため、育児休暇中も継続して職務を代行する。
産休補助教員を希望する者は、教育職員免許状が必要な職種の任用を希望する場合は、当該教員免許状を所持していることを条件に、都道府県教育委員会や、その出先機関である教育事務所に登録し、出産する教員が出るのを待つ。教職員が産前休暇に入ると、産休補助教職員として臨時的に任用される。近年、現場が即戦力を求める傾向が強くなり、新規採用者や教壇に立った経験のない登録者の採用については、自治体によって困難な場合もある。
産休補助教員をテーマにした児童文学としては、「るすばん先生」（宮川ひろ）、映像作品としては「サンキュー先生」（1980年、テレビ朝日系列、池田一朗原作、山際永三監督）がある。